# Pescara Calcio
O Delfino Pescara 1936 ou Pescara Calcio ou apenas Pescara é um clube de futebol italiano da cidade de Pescara em Abruzzo, que disputa a Série C.

## História
Fundado em 1936 com o nome Società Sportiva Pescara. O Clube disputou a Série A em 6 temporadas (1977-1978, 1979-1980, 1987-1988, 1988-1989, 1992-1993, 2012-2013 e 2016-2017).
Em dezembro de 2008, o clube foi legalmente declarado falido. Porém em fevereiro de 2009, o clube foi recriado sob o nome de Delfino Pescara 1936. A principal esperança do clube é o atacante Gianluca Caprari de 21 anos.

## Uniformes

### 1º Uniforme
| 2020–2021 | 2019–2020 | 2018–2019 | 2017–2018 | 2016–2017 | 2015–2016 | 2014–2015 | 2013–2014 |

### 2º Uniforme
| 2020–2021 | 2019–2020 | 2018–2019 | 2017–2018 | 2016–2017 | 2015–2016 | 2014–2015 | 2013–2014 |

### 3º Uniforme
| 2020–2021 | 2019–2020 | 2018–2019 | 2017–2018 | 2016–2017 | 2015–2016 | 2014–2015 | 2013–2014 |

### Outros
| Especial 2019–2020 | 4º Uniforme 2018–2019 | 4º Uniforme 2016–2017 | 80 Anos 2015–2016 | 4º Uniforme 2014–2015 |

## Títulos
- Campeonato Italiano Serie B (2):1986-87, 2011-12